# Kukowo
Kukowo (deutsch Kuckow, slowinzisch Kʉ̇̂kɵvɵ) ist ein Dorf bei Słupsk (Stolp) in der polnischen Woiwodschaft Pommern.

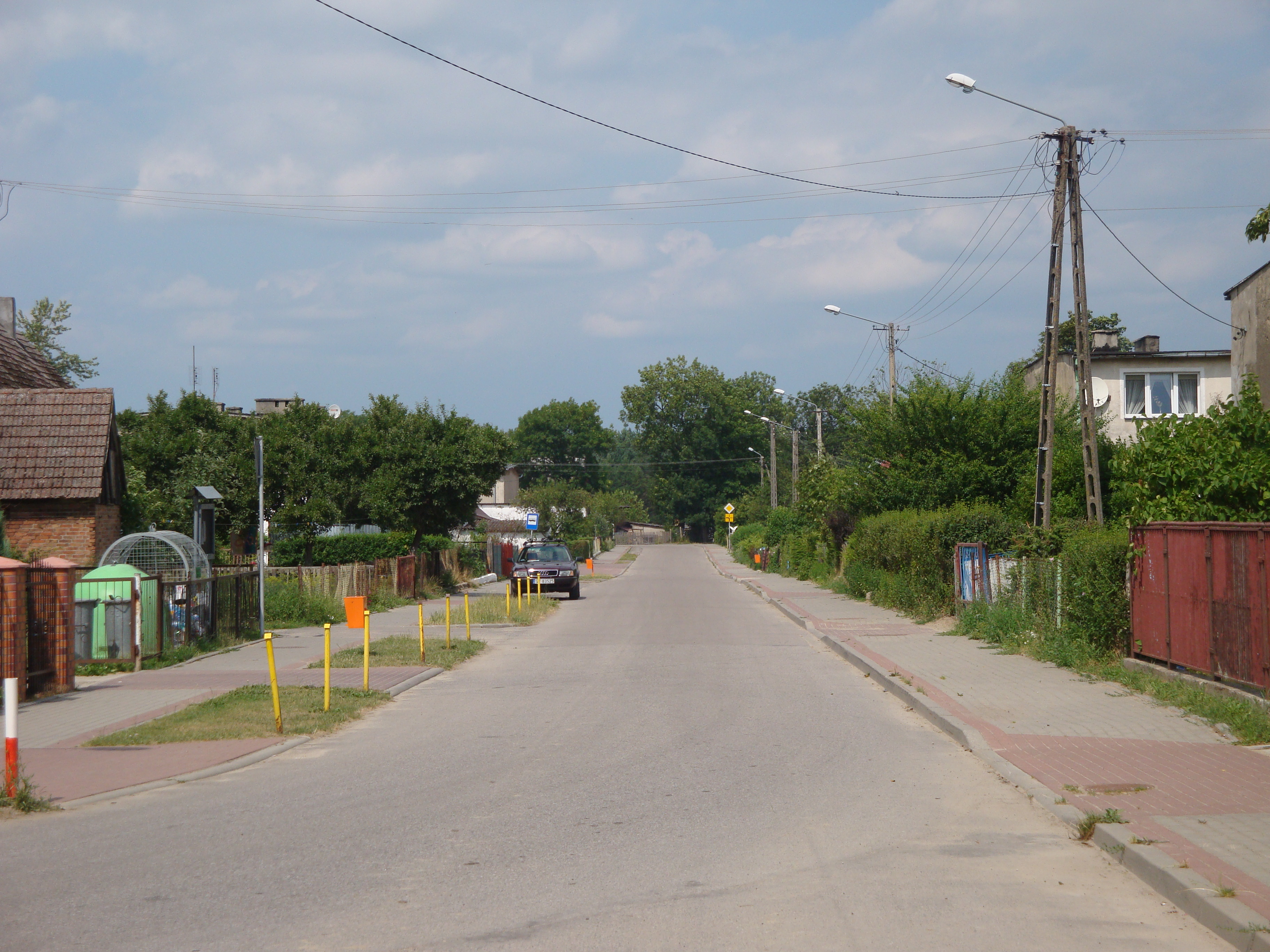
Ortsbild (2010)

## Geographische Lage
Kuckow liegt in Hinterpommern, etwa 13 Kilometer nordöstlich der Stadt  Stolp und 97 Kilometer westlich der regionalen Metropole Danzig.

## Geschichte

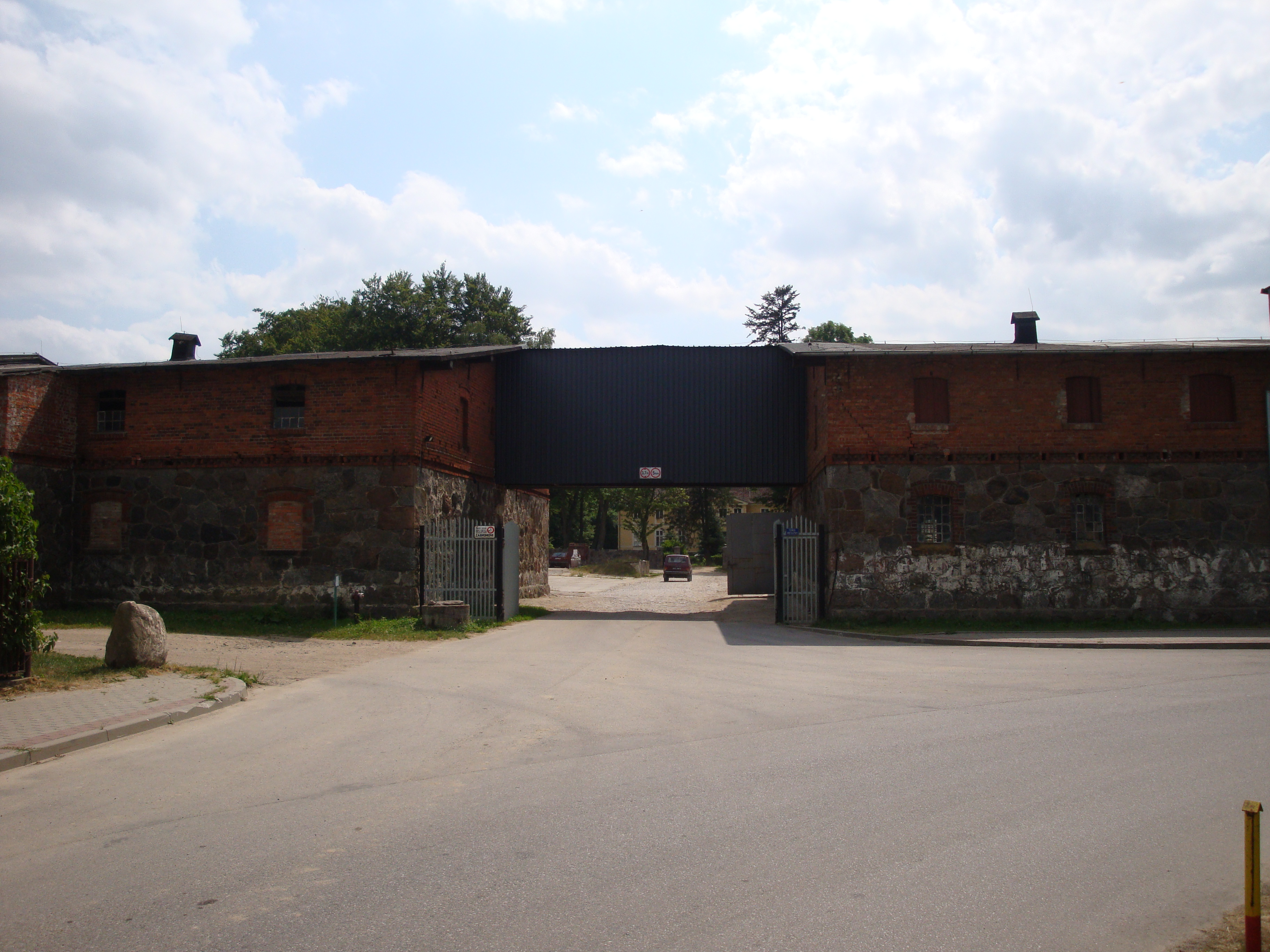
Eingangstor zu den Resten des Wirtschaftsgebäudes des Vorwerks Kuckow (2010)

Das Rittergut Kuckow war  ursprünglich ein altes Lehen der pommerschen Familie von Bandemer und befand sich noch im 20. Jahrhundert in deren Besitz. Um das Jahr 1784 gab es in Kuckow ein Vorwerk, einen Halbbauern, zwei Kossäten, eine Schmiede und insgesamt vier Feuerstellen (Haushaltungen).
Kuckow gehörte bis 1945 zur Gemeinde Roggatz und damit zum Amtsbezirk Lübzow im Landkreis Stolp der  preußischen Provinz Pommern. Nach Ende des Zweiten Weltkriegs wurde die Region im Frühjahr 1945 von der Roten Armee besetzt und anschließend unter polnische Verwaltung gestellt. Danach wurde die deutsche Bevölkerung auf der Grundlage  der sogenannten Bierut-Dekrete von den Polen vertrieben.

### Entwicklung der Einwohnerzahl
- 1905: 142
- 2010: ca. 210.

## Kirchspiel
Die Einwohner des Dorfs waren vor 1945 mit wenigen Ausnahmen evangelisch. Das Dorf war zu Freist eingepfarrt und gehörte damit zum Kirchenkreis Stolp-Stadt.

## Verwaltungsstruktur
Der Ort bildet ein Schulzenamt in der Gmina Redzikowo (Landgemeinde Reitz) im Powiat Słupski (Stolper Kreis) der Woiwodschaft Pommern.